# Ferdinando I de' Medici
Ferdinando I de' Medici (Firenze, 30 luglio 1549 – Firenze, 3 febbraio 1609) è stato un cardinale italiano e il terzo granduca di Toscana.
Figlio di Cosimo I de' Medici e della prima moglie Eleonora di Toledo, fu creato cardinale nel 1562.
Con l'improvvisa morte del fratello Francesco I nel 1587, gli successe come Granduca di Toscana, fino alla morte avvenuta nel 1609. Non abbandonò la porpora nemmeno dopo essere salito al potere, ma fu costretto a lasciarla nel 1588 per sposare Cristina di Lorena, dalla quale ebbe poi nove figli.

## Biografia

### Infanzia

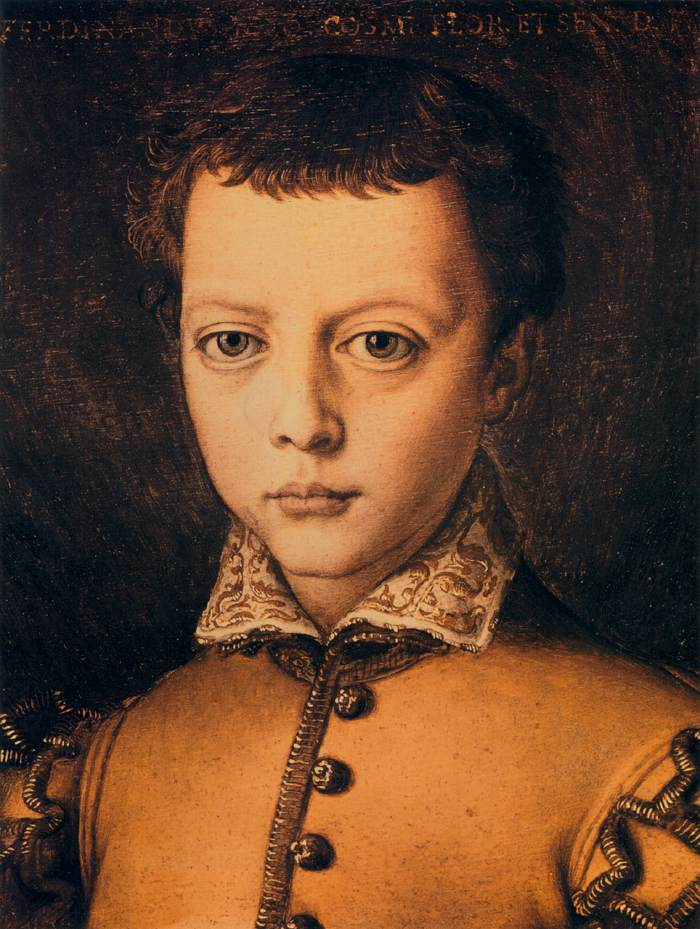
Ferdinando de’ Medici da bambino, di Agnolo Bronzino, tra il 1555 e il 1565, Galleria degli Uffizi.

Ferdinando nacque a Firenze, quinto figlio maschio del granduca Cosimo I de' Medici e della sua consorte Eleonora di Toledo, quest'ultima figlia a sua volta del viceré spagnolo di Napoli Don Pedro Álvarez de Toledo y Zúñiga. Fu fatto cardinale nel 1562 all'età di soli 13 anni, subito dopo la morte del fratello cardinale Giovanni. Fino alla nomina del cardinale Francesco Sforza, creato da Papa Gregorio XIII nel 1583, fu il porporato italiano più giovane. A Pisa la malaria uccise sia la madre Eleonora sia i piccoli Giovanni e Garzia, fratelli di Ferdinando I, e lui rimase l'unico a sopravvivere. Negli anni successivi soffrì di tubercolosi.

### Granduca di Toscana
Ferdinando I succedette sul trono del Granducato di Toscana a suo fratello Francesco I de' Medici nel 1587, a 38 anni. A Roma, come cardinale, Ferdinando aveva già dato prova di essere un abile amministratore. Fondò Villa Medici acquistando molte opere d'arte che poi riportò a Firenze quando ascese al trono granducale.
Mantenne l'ufficio di cardinale anche dopo essere diventato granduca fin quando, per ragioni dinastiche, dovette abbandonare la porpora nel 1588 per sposare Cristina di Lorena. Il matrimonio venne celebrato anche da alcuni dei più grandi artisti dell'epoca con uno spettacolo conosciuto con il nome di Intermedi della Pellegrina.
Alla sua morte, nel 1609, aveva quattro figli, dei quali il primogenito Cosimo II de' Medici, che ereditò la corona granducale all'età di 19 anni. Claudia (1604-1648), l'altra figlia di Ferdinando, sposò Federico Ubaldo Della Rovere, duca d'Urbino, ed in seconde nozze Leopoldo V d'Austria.
Per molti aspetti Ferdinando I fu l'esatto opposto del suo fratello e predecessore Francesco. Ristabilì il sistema giudiziario, riorganizzò le corporazioni, i dazi e soprattutto l'apparato burocratico e promosse una riforma fiscale. Fu sinceramente interessato al benessere dei propri sudditi. Incoraggiò il commercio e guadagnò molta della sua ricchezza attraverso l'istituzione, in tutte le più importanti città europee, di banche controllate dai Medici.
Un suo editto di tolleranza verso gli ebrei e gli eretici (la cosiddetta Costituzione Livornina) fece di Livorno un porto franco per numerosi ebrei spagnoli che erano stati espulsi dalla Spagna nel 1492 e per altri stranieri.
Fece deviare parte del flusso dell'Arno in un naviglio che migliorò sensibilmente gli spostamenti commerciali tra Firenze e Pisa. Grazie ad un progetto d'irrigazione, da lui promosso, fu possibile rendere coltivabili molti terreni, da Pisa a Fucecchio, dalla Val di Chiana, fino alla Valdinievole.

### Mecenatismo
In campo artistico Ferdinando I non mancò di tener fede alla grande tradizione di mecenatismo dei Medici: commissionò il Forte Belvedere a Bernardo Buontalenti; fece eseguire la statua di suo padre Cosimo I, che ancora oggi campeggia in Piazza della Signoria, dal Giambologna. Completò il sistema delle ville medicee, facendo costruire le ville di Artimino e dell'Ambrogiana. Inoltre fece edificare il Forte di San Giorgio e le Cappelle medicee nella chiesa di San Lorenzo. Protesse ed incoraggiò l'attività della Camerata de' Bardi che avrebbe posto le basi per la grande stagione del melodramma e, in seguito, dell'opera lirica italiana. Nominò capo incisore della zecca fiorentina Gasparo Mola. A Siena promosse la costruzione della grande Collegiata di S. Maria in Provenzano, santuario dell'omonima immagine sacra, affidandone il progetto al monaco certosino Damiano Schifardini.

### Politica estera

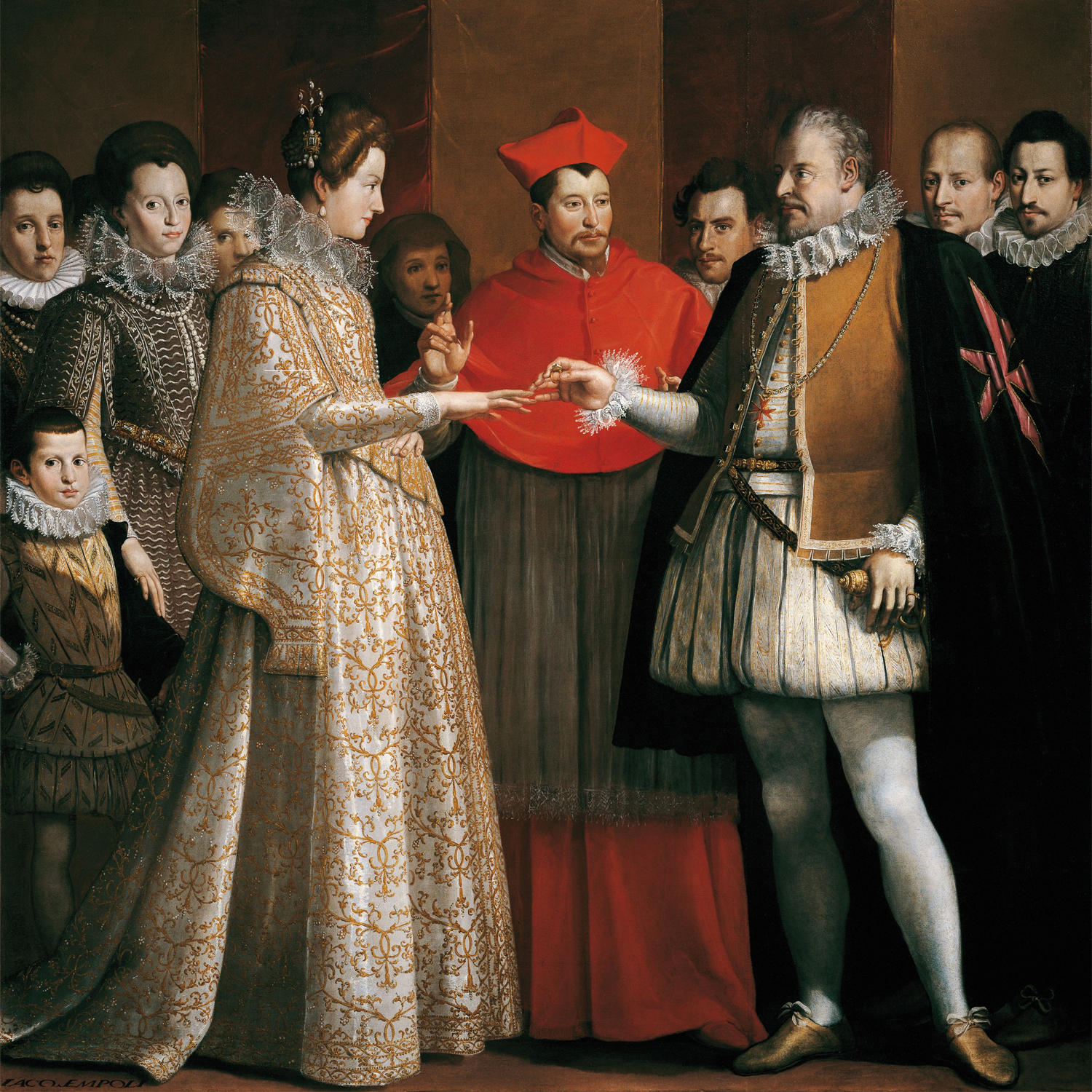
Matrimonio per procura di Maria de' Medici con Enrico IV di Francia.

In politica estera Ferdinando I cercò di rendere indipendente la Toscana dall'influenza asburgica (per il rientro in Toscana e la conquista dello stato di Siena, i Medici si erano dovuti affidare agli eserciti imperiali). Dopo l'assassinio di Enrico III di Francia nel 1589, si alleò con Enrico IV di Francia, che stava lottando contro la Lega cattolica. Ferdinando garantì il suo appoggio finanziario ad Enrico e lo incoraggiò a convertirsi al cattolicesimo. Quando il re francese si convertì, Ferdinando usò tutta la propria influenza per fare in modo che il papa accettasse tale conversione, nel 1600 combinó il matrimonio di Enrico con la nipote Maria de Medici figlia di suo fratello Francesco.
Enrico non mostrò grandi apprezzamenti per questi favori e Ferdinando lasciò raffreddare la loro relazione, mantenendo la sua amata posizione d'indipendenza. Si riavvicinò agli Asburgo dopo la perdita del saluzzese e combinò il matrimonio fra suo figlio Cosimo II e l'arciduchessa Maria Maddalena d'Austria, sorella dell'imperatore. Militarmente spalleggiò sia Filippo III di Spagna nella campagna d'Algeria, sia il Sacro Romano Impero contro i turchi. A causa di queste imprese dovette aumentare le tasse dei suoi sudditi, ma sembra che anche questi servigi non riuscirono a liberarlo del tutto dalla subordinazione agli Asburgo; infatti, nel suo testamento del 10 ottobre 1606 si legge che il suo successore
Promosse la formazione di un'efficiente marina da guerra e sconfisse più volte le flotte dei pirati (Costa Berbera: impresa di Bona, 1607) e turche (Famagosta, 1608). Gli affreschi delle sue imprese militari, eseguiti da Bernardino Poccetti, si possono vedere ancora oggi nella Sala Bona di Palazzo Pitti.
Gli succedette il figlio primogenito Cosimo II de' Medici.

### La Spedizione Thornton

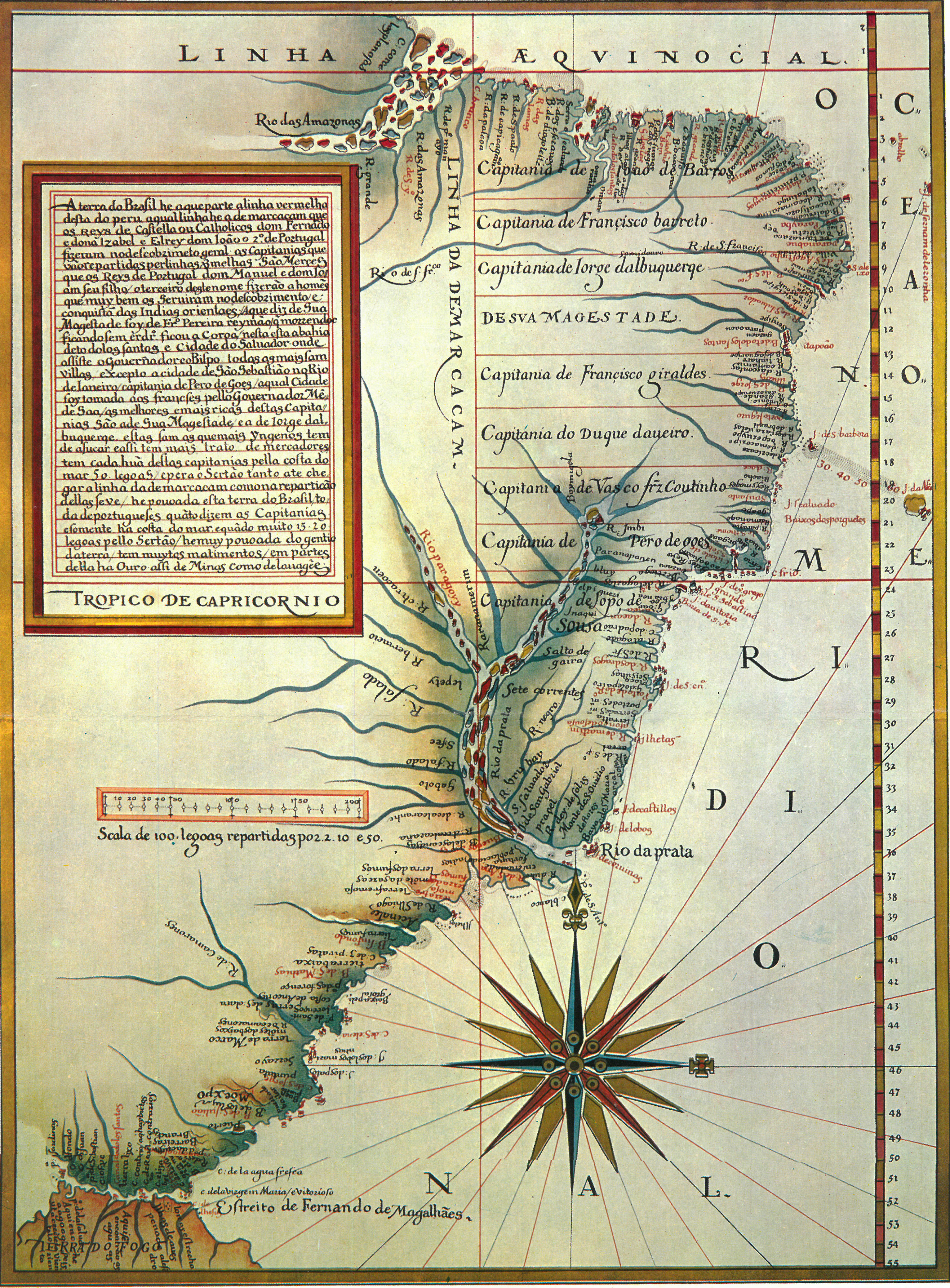
Ferdinando I tentò di colonizzare un piccolo territorio sudamericano a nord del delta del Rio delle Amazzoni.

Ferdinando I promosse la Spedizione Thornton che fu l'unico tentativo italiano di creare una colonia nelle Americhe organizzando una spedizione nel Brasile settentrionale e nelle Guiane che partì nel 1608 dal nuovo porto ingrandito di Livorno. La spedizione comandata dal capitano inglese Thornton, al ritorno a Livorno nel 1609 dal suo viaggio esplorativo in Amazzonia, trovò deceduto da pochi mesi Ferdinando I ed il suo progetto coloniale venne annullato dal successore Cosimo II (il galeone "Santa Lucia" usato dal capitano Thornton tornò a Livorno con molta informazione e materiale da studio -da aborigeni a pappagalli tropicali- dopo avere fatto scalo a Trinidad, ed era pronto ad imbarcare coloni originari di Livorno e Lucca per portarli in Sudamerica nell'area dove oggi esiste la Guyana francese).

## Ferdinando e la scienza

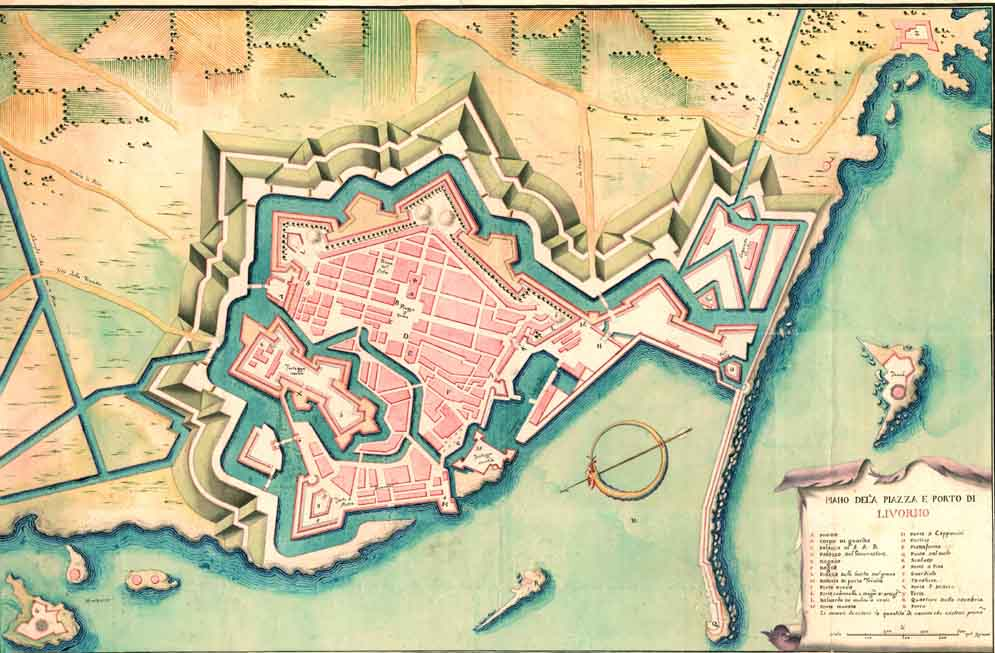
Pianta della città di Livorno e del suo porto nel XVII secolo.

Fu il promotore del potenziamento del porto di Livorno e sviluppò le collezioni medicee d'arte, di natura e di strumentazione tecnico-scientifica. Imitando l'atteggiamento dei grandi sovrani del suo tempo, finanziò viaggi di ricerca, come quello botanico del fiammingo Giuseppe Casabona (c. 1535-1595) a Creta, la cui eco è costante nei grandi testi di botanica dell'ultimo '500 e del primo '600. Mantenne strettissime relazioni con Ulisse Aldrovandi (1522-1605), né lesinò appoggi al programma di sistematica raccolta di miniature (fiori, piante, animali) promossa da Francesco I. Il Granduca riprese, infine, molte delle attenzioni e degli interessi riservati da Cosimo I alle discipline matematiche, rimaste estranee al gusto di Francesco I, proponendosi di pubblicare una serie di testi di matematici greci fino ad allora inediti (molti codici, preparati per la stampa, si conservano tra i manoscritti magliabechiani della Biblioteca Nazionale Centrale di Firenze). Curò con particolare attenzione l'educazione del figlio, il futuro Cosimo II (1590-1621), tra i cui precettori fu anche Galileo (1564-1642).

## Discendenza
Ferdinando I e Cristina ebbero nove figli, ma nessuno di loro, a parte Carlo che fu cardinale e morì a 71 anni, arrivò alla vecchiaia e morirono prima dei 50 anni.
- Cosimo (*1590 †1621). Fu il quarto Granduca di Toscana dal 1609 alla sua morte;
- Eleonora (*1591 †1617). Morì di vaiolo;
- Caterina (*1593 †1629). Duchessa di Mantova e di Monferrato come moglie di Ferdinando Gonzaga, rimase ben presto vedova e si ritirò in monastero; suo nipote, il Granduca Ferdinando II, le affidò il governo di Siena nel 1627 ed ivi morì di vaiolo nel 1629;
- Francesco (*1594 †1614). Principe di Capestrano, dal 1611~1613 alla sua morte;
- Carlo (*1595 †1666). Cardinale di Santa Romana Chiesa, creato il 2 dicembre 1615 da papa Innocenzo X;
- Filippo "Filippino" (*1598 †1602);
- Lorenzo (*1599 †1648);
- Maria Maddalena (*1600 †1633). Nata deforme o forse ritardata, visse in convento dal 1621. Aveva grande difficoltà a salire e scendere le scale e per questo la sua residenza venne dotata di una serie di passaggi sopraelevati attraverso i quali poteva spostarsi senza incontrare gradini sul suo tragitto;
- Claudia (*1604 †1648). Sposò in prime nozze Federico Ubaldo Della Rovere e fu come sua moglie Duchessa di Urbino; rimasta vedova, sposò in seconde nozze Leopoldo V d'Asburgo e fu come sua moglie Arciduchessa dell'Austria Anteriore; vedova per la seconda volta nel 1632, assunse la reggenza del Tirolo per il figlio Ferdinando Carlo e la mantenne fino al 1646.

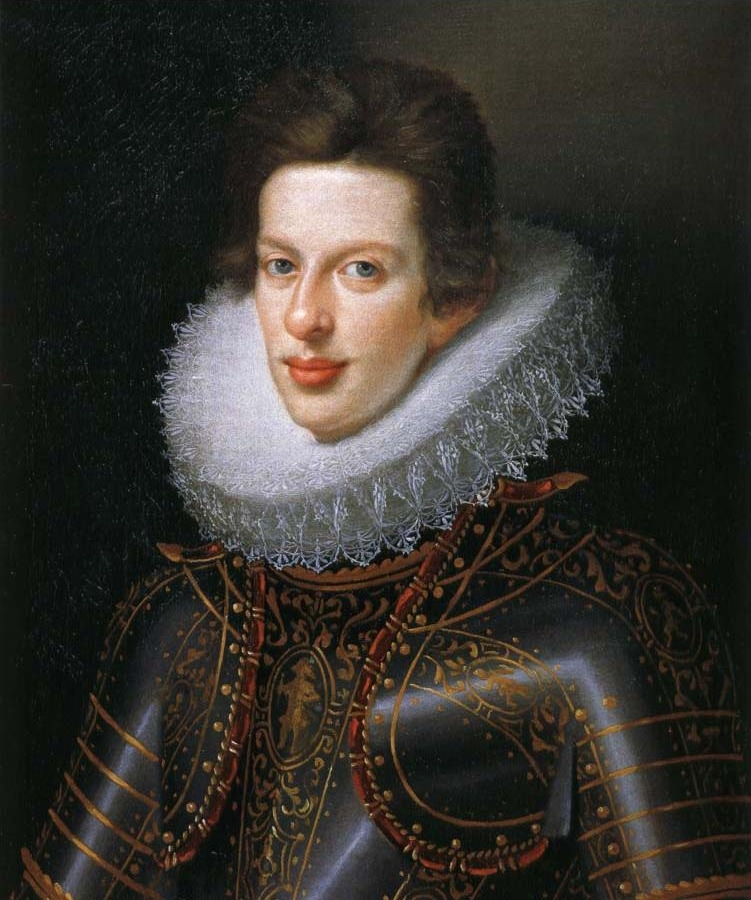
Cosimo II
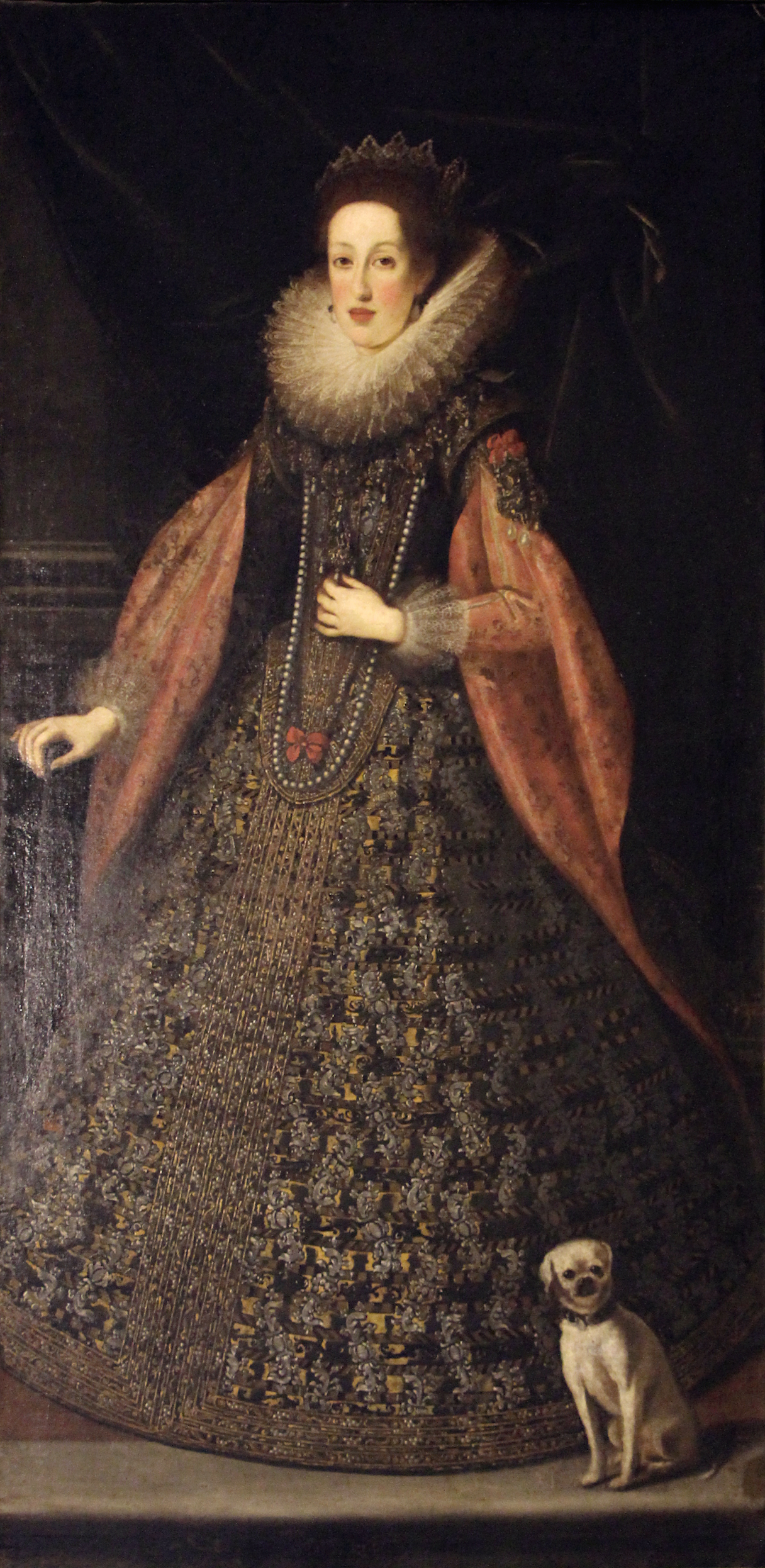
Eleonora
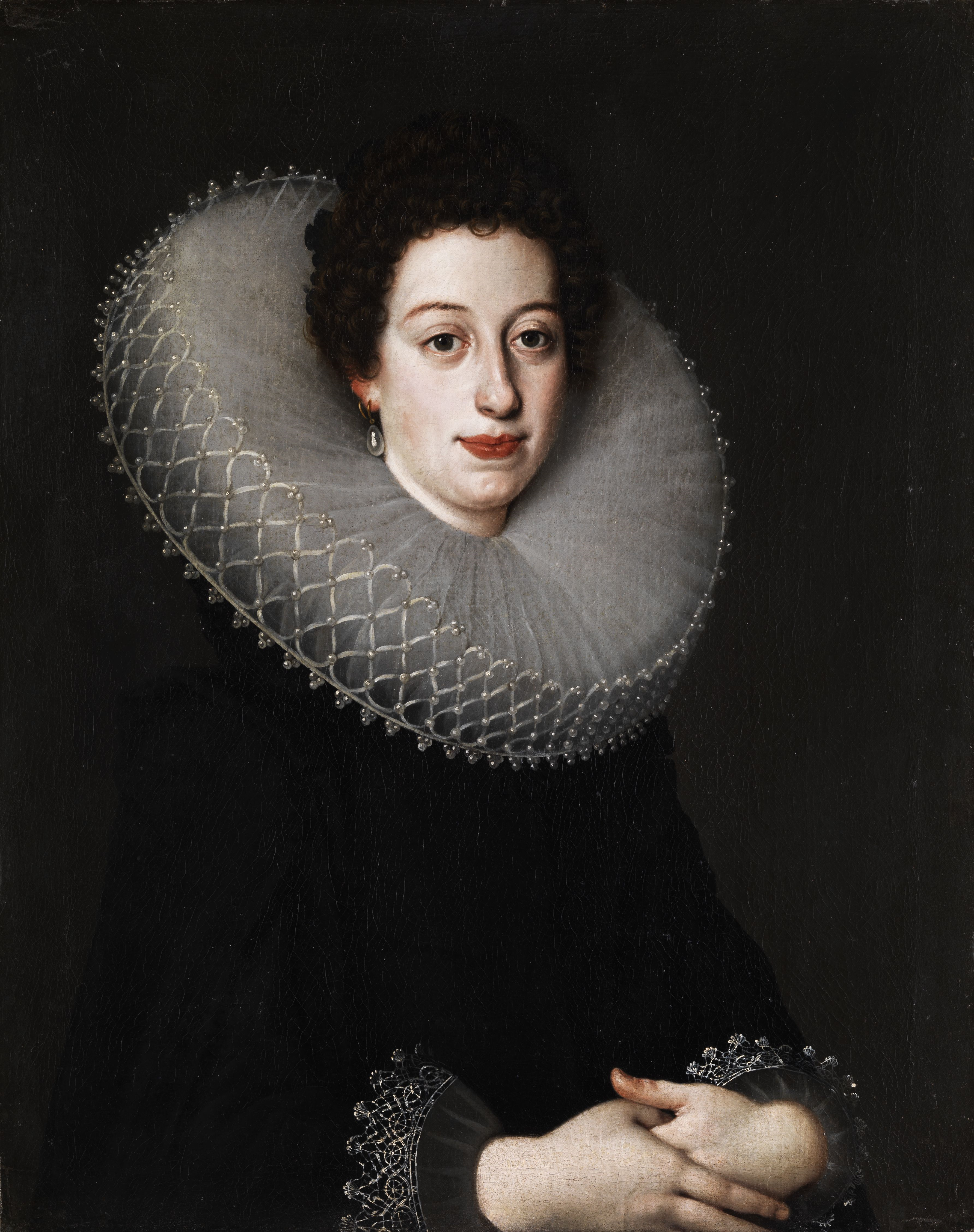
Caterina
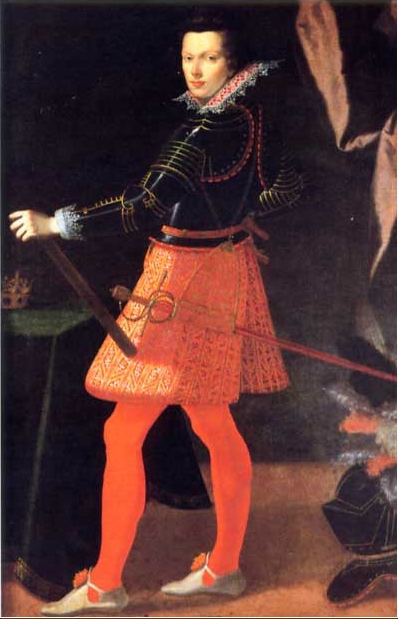
Francesco
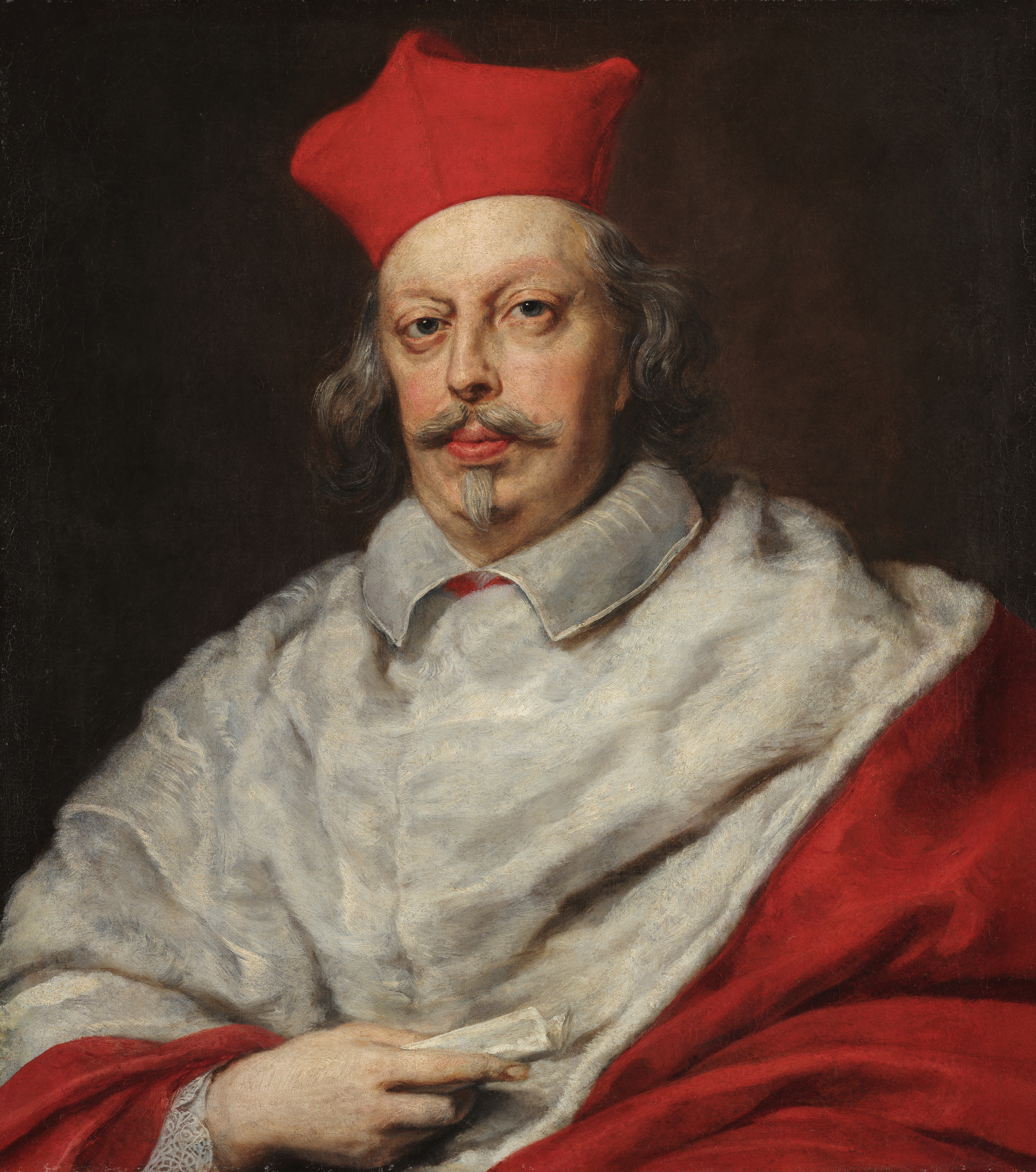
Carlo
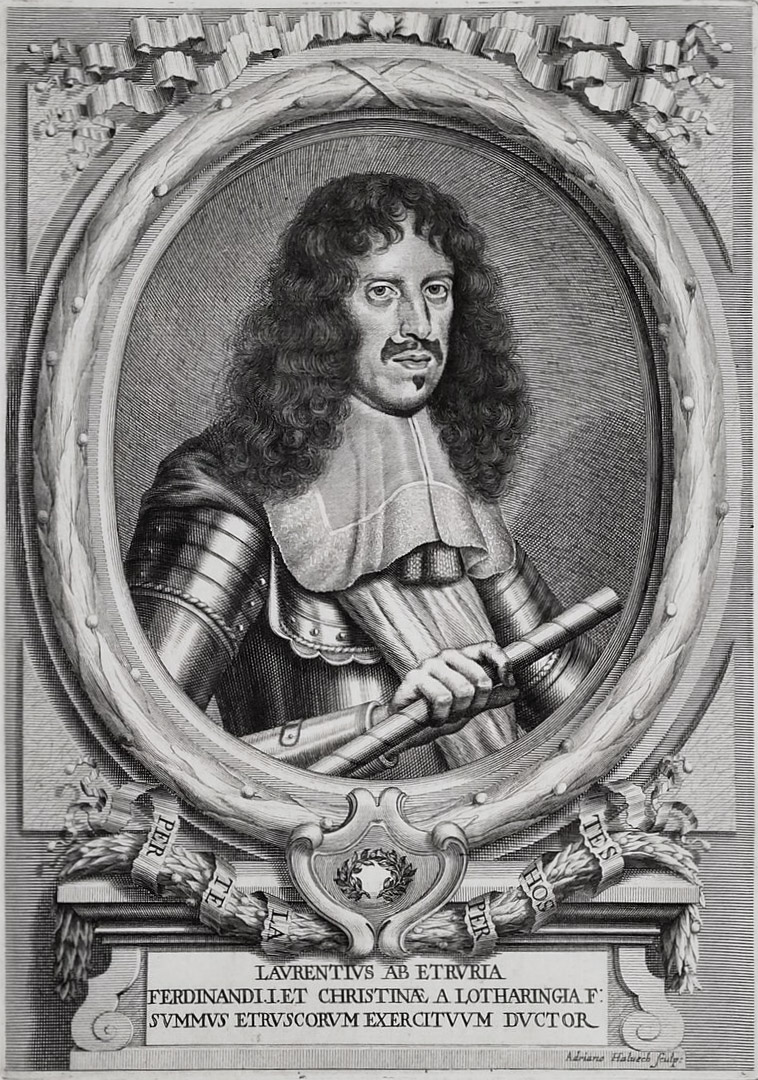
Lorenzo
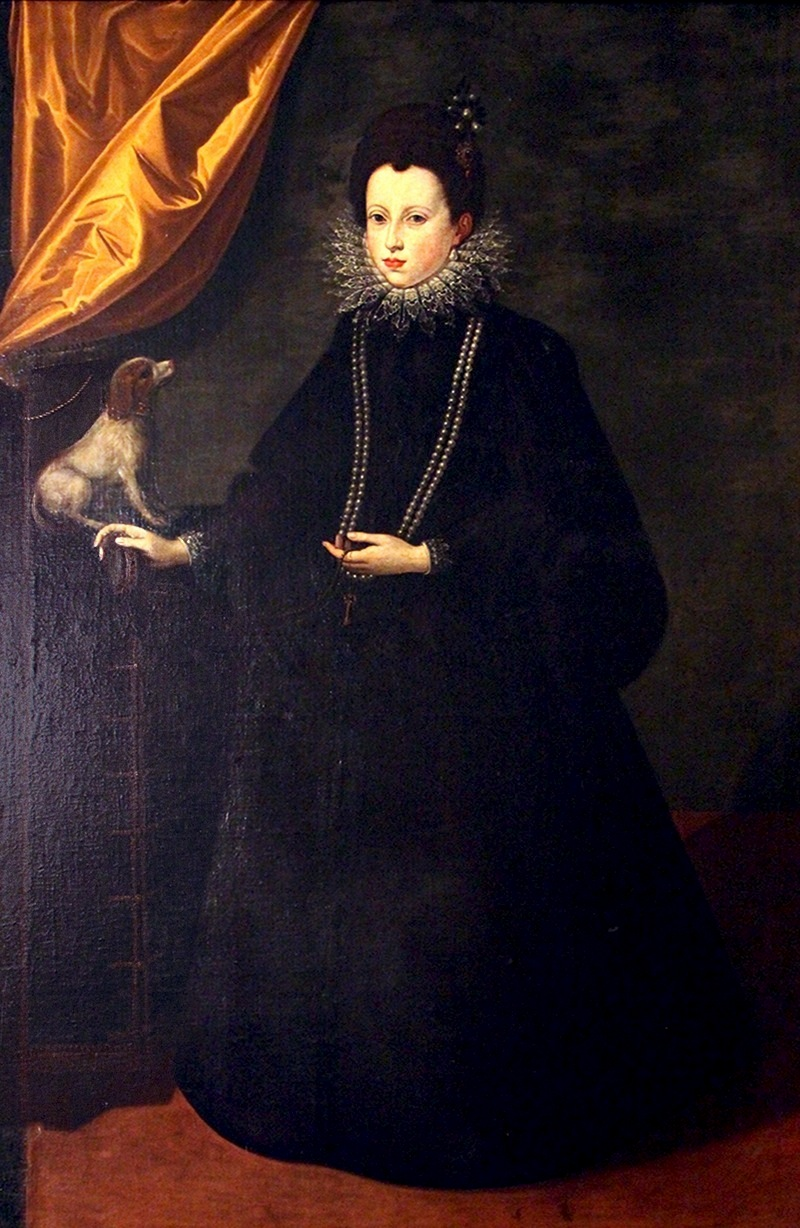
Maria Maddalena
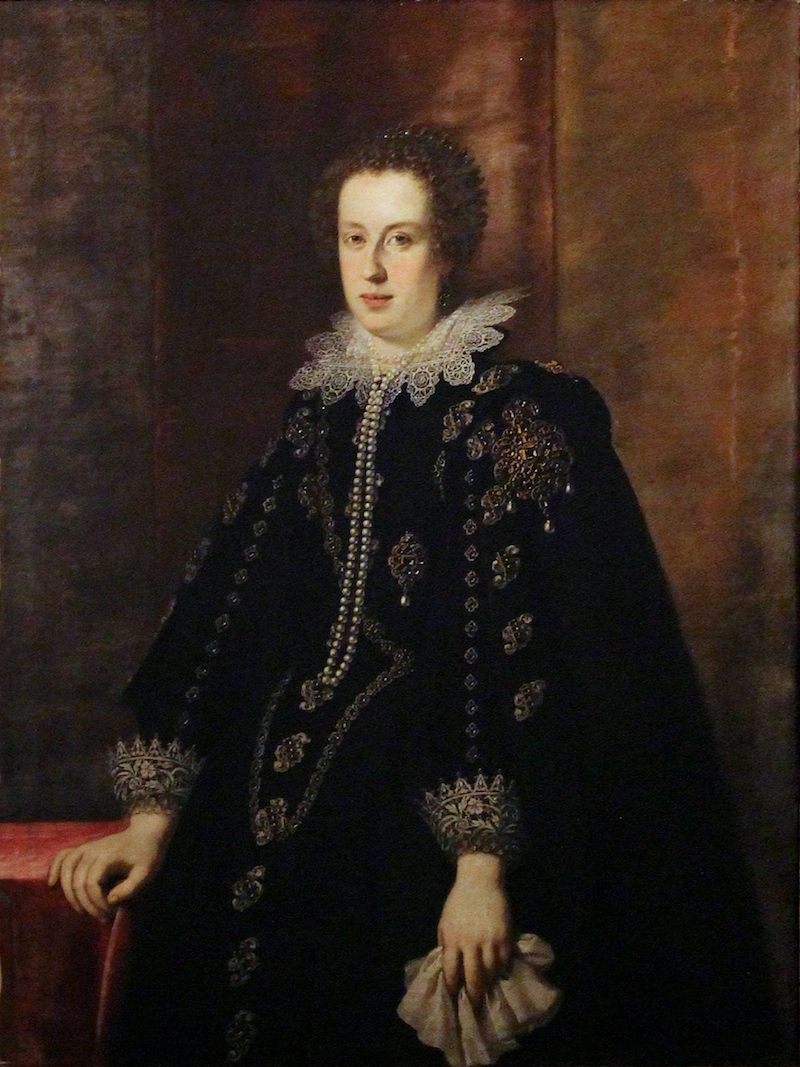
Claudia

## Ascendenza
|                                  |                                       |                                       | Genitori                     |  |  | Nonni |  |  | Bisnonni             |  |  | Trisnonni                |  |
|                                  |                                       |                                       |                              |  |  |       |  |  | Giovanni il Popolano |  |  | Pierfrancesco il Vecchio |  |
|                                  |                                       |                                       |                              |  |  |       |  |  | Giovanni il Popolano |  |  | Pierfrancesco il Vecchio |  |
|                                  |                                       | Laudomia Acciaiuoli                   |                              |  |  |       |  |  | Giovanni il Popolano |  |  |                          |  |
| Giovanni delle Bande Nere        |                                       |                                       |                              |  |  |       |  |  | Giovanni il Popolano |  |  |                          |  |
|                                  |                                       | Caterina Sforza                       | Galeazzo Maria Sforza        |  |  |       |  |  |                      |  |  |                          |  |
|                                  |                                       | Caterina Sforza                       | Galeazzo Maria Sforza        |  |  |       |  |  |                      |  |  |                          |  |
|                                  |                                       | Caterina Sforza                       | Lucrezia Landriani           |  |  |       |  |  |                      |  |  |                          |  |
| Cosimo I de' Medici              |                                       | Caterina Sforza                       |                              |  |  |       |  |  |                      |  |  |                          |  |
|                                  |                                       | Jacopo Salviati                       | Giovanni Salviati            |  |  |       |  |  |                      |  |  |                          |  |
|                                  |                                       | Jacopo Salviati                       | Giovanni Salviati            |  |  |       |  |  |                      |  |  |                          |  |
|                                  |                                       | Jacopo Salviati                       | Elena Gondi                  |  |  |       |  |  |                      |  |  |                          |  |
| Maria Salviati                   |                                       | Jacopo Salviati                       |                              |  |  |       |  |  |                      |  |  |                          |  |
|                                  |                                       | Lucrezia de' Medici                   | Lorenzo de' Medici           |  |  |       |  |  |                      |  |  |                          |  |
|                                  |                                       | Lucrezia de' Medici                   | Lorenzo de' Medici           |  |  |       |  |  |                      |  |  |                          |  |
|                                  |                                       | Lucrezia de' Medici                   | Clarice Orsini               |  |  |       |  |  |                      |  |  |                          |  |
| Ferdinando I de' Medici          |                                       | Lucrezia de' Medici                   |                              |  |  |       |  |  |                      |  |  |                          |  |
|                                  | Fadrique Álvarez de Toledo y Enríquez | García Álvarez de Toledo y Carrillo   |                              |  |  |       |  |  |                      |  |  |                          |  |
|                                  | Fadrique Álvarez de Toledo y Enríquez | García Álvarez de Toledo y Carrillo   |                              |  |  |       |  |  |                      |  |  |                          |  |
|                                  | Fadrique Álvarez de Toledo y Enríquez | María Enríquez de Quiñones y Cossines |                              |  |  |       |  |  |                      |  |  |                          |  |
| Pedro Álvarez de Toledo y Zúñiga | Fadrique Álvarez de Toledo y Enríquez |                                       |                              |  |  |       |  |  |                      |  |  |                          |  |
|                                  |                                       | Isabel de Zúñiga y Pimentel           | Álvaro de Zúñiga y Guzmán    |  |  |       |  |  |                      |  |  |                          |  |
|                                  |                                       | Isabel de Zúñiga y Pimentel           | Álvaro de Zúñiga y Guzmán    |  |  |       |  |  |                      |  |  |                          |  |
|                                  |                                       | Isabel de Zúñiga y Pimentel           | Leonor Pimentel y Zúñiga     |  |  |       |  |  |                      |  |  |                          |  |
| Eleonora di Toledo               |                                       | Isabel de Zúñiga y Pimentel           |                              |  |  |       |  |  |                      |  |  |                          |  |
|                                  |                                       | Luis Pimentel y Pacheco               | Rodrigo Alonso Pimentel      |  |  |       |  |  |                      |  |  |                          |  |
|                                  |                                       | Luis Pimentel y Pacheco               | Rodrigo Alonso Pimentel      |  |  |       |  |  |                      |  |  |                          |  |
|                                  |                                       | Luis Pimentel y Pacheco               | María Pacheco y Portocarrero |  |  |       |  |  |                      |  |  |                          |  |
| María Osorio y Pimentel          |                                       | Luis Pimentel y Pacheco               |                              |  |  |       |  |  |                      |  |  |                          |  |
|                                  |                                       | Juana Osorio y Bazán                  | Pedro Álvarez Osorio         |  |  |       |  |  |                      |  |  |                          |  |
|                                  |                                       | Juana Osorio y Bazán                  | Pedro Álvarez Osorio         |  |  |       |  |  |                      |  |  |                          |  |
|                                  |                                       | Juana Osorio y Bazán                  | María de Bazán               |  |  |       |  |  |                      |  |  |                          |  |
|                                  |                                       | Juana Osorio y Bazán                  |                              |  |  |       |  |  |                      |  |  |                          |  |

### Ascendenza patrilineare
1. Medico di Potrone, 1046-1102
2. Bono di Potrone, 1069-1123
3. Bernardo di Potrone, 1099-1147
4. Giambuono de' Medici, 1131-1192
5. Chiarissimo de' Medici, 1167-1210, legato a Siena
6. Filippo de' Medici, detto "Lippo", ?-?
7. Averardo de' Medici, morto nel 1286
8. Averardo de' Medici, morto nel 1318, gonfaloniere di Giustizia (1314)
9. Salvestro de' Medici, detto "Chiarissimo", morto nel 1319, legato a Venezia
10. Averardo de' Medici, detto "Bicci", morto nel 1363
11. Giovanni di Bicci de' Medici, 1360-1429
12. Lorenzo di Giovanni de' Medici, 1395-1440
13. Pierfrancesco di Lorenzo de' Medici, 1430-1476
14. Giovanni di Pierfrancesco de' Medici, 1467-1498
15. Giovanni delle Bande Nere, 1498-1526
16. Cosimo I de' Medici, granduca di Toscana, 1519-1574
17. Ferdinando I de' Medici, granduca di Toscana, 1549-1609